# Tsitana tsita
The Dismal Sylph (Tsitana tsita) là một loài bướm ngày thuộc họ Bướm nhảy. Nó được tìm thấy ở Winterberg and Amatolas in miền đông Cape along the Drakensberg into Lesotho và KwaZulu-Natal down to sea level from Durban across the midlands to the Tugela, the Orange Free State, phần phía đông của the North West Province và Gauteng into the Limpopo Province. It is also present in Zimbabwe.
Sải cánh dài 30–38 mm đối với con đực and 32-38 đối với con cái. Con trưởng thành bay từ tháng 12 đến tháng 3 (nhiều nhất vào tháng 1). Có một lứa một năm.
Ấu trùng ăn Stipa dregeana.